# Acoustique
L’acoustique est la science du son. La discipline a étendu son domaine à l'étude de toute onde mécanique dans tout fluide, où un ébranlement se propage presque exclusivement en onde longitudinale ; le calcul de ces ondes selon les caractéristiques du milieu s'applique aussi bien pour l'air aux fréquences audibles que pour tout milieu fluide homogène et toute fréquence, y compris infrasons et ultrasons. On parle de vibroacoustique quand l'étude se porte sur l'interaction entre solides, où existent des ondes transversales, et fluides.
L'acoustique comprend de nombreuses ramifications comme l'électroacoustique (microphones, haut-parleurs), l’acoustique musicale, l'acoustique architecturale.
L'acoustique a des applications dans les domaines des sciences de la Terre et de l'atmosphère, des sciences de l'ingénieur, des sciences de la vie et de la santé.

## Histoire
Les études sur ce qu'on appelle acoustique depuis Joseph Sauveur— « J'ai donc cru qu'il y avait une science supérieure à la Musique, que j'ai appellée Acoustique, qui a pour objet le son en général, au lieu que la Musique a pour objet le son en tant qu'il est agréable à l'ouïe » — remontent à l'Antiquité. Pythagore étudie au VIe siècle av. J.-C. l'acoustique musicale, notamment les intervalles. Le théâtre d'Épidaure témoigne que dès le IVe siècle av. J.-C. les Grecs maîtrisaient les propriétés sonores des matériaux pour construire des amphithéâtres : l'agencement périodique des rangées de sièges du théâtre d'Épidaure permet de filtrer les basses fréquences (inférieures à 500 Hz) du bruit de fond (bruissement des arbres, auditoire).

### Acoustique empirique
L'origine de l'acoustique est attribuée à Pythagore, qui étudia les cordes vibrantes produisant des intervalles musicaux plaisants à l'oreille. Ces intervalles sont à l'origine de l'accord pythagoricien portant aujourd'hui son nom. Aristote (IVe siècle av. J.-C.) anticipa correctement que le son se générait de la mise en mouvement de l'air par une source « poussant vers l'avant l'air contigu de telle manière que le son voyage »,. Son hypothèse fondée sur la philosophie plus que sur la physique expérimentale l'amena à suggérer une erreur qui perdura plusieurs siècles, selon laquelle les hautes fréquences se propageraient plus rapidement que les basses fréquences.
La spéculation que le son est un phénomène ondulatoire doit son origine à l'observation des ondes à la surface de l'eau. L'onde peut être considérée, de manière rudimentaire, comme une perturbation oscillatoire qui se propage à partir d'une source et ne transporte pas de matière sur des grandes distances de propagation. Le philosophe grec Chrysippe au IIIe siècle av. J.-C. et l'architecte et ingénieur romain Vitruve, environ 25 av. J.-C., évoquèrent la possibilité que le son présente un comportement analogue,. Vitruve contribua à la conception de l'acoustique de théâtres antiques. Le philosophe romain Boèce (470-525 ap. J.-C.) formula aussi l'hypothèse d'un comportement similaire aux ondes sur l'eau ; il suggéra que la perception humaine de la hauteur était liée à la propriété physique de la fréquence.

### Acoustique expérimentale, mesures et instrumentation acoustiques

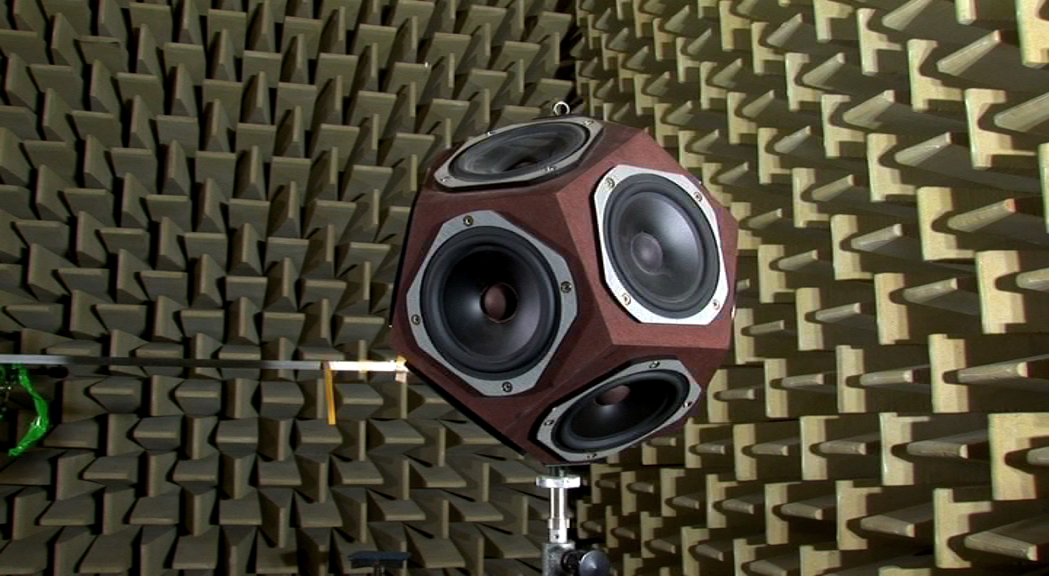
Source sonore omni-directionnelle dans une chambre anéchoïque (Université technique de Prague).

Un premier résultat expérimental important a été obtenu au début du XVIIe siècle, dont la découverte est due principalement à Marin Mersenne et Galilée : le mouvement de l'air généré par un corps vibrant à une certaine fréquence est aussi un mouvement vibratoire de fréquence identique à la fréquence de vibration du corps vibrant,. Dans l'Harmonie universelle (1637), Mersenne décrivit la première détermination absolue de la fréquence d'un son audible (à 84 Hz). Cette description impliquait que Mersenne avait déjà démontré que le rapport de fréquences absolues de deux cordes vibrantes, l'une créant une première note musicale et l'autre la même note une octave au-dessus, était de 1/2. La consonance harmonique qui était perçue par l'oreille à l'écoute de ces deux notes ne pouvait s'expliquer que si le rapport des fréquences d'oscillation de l'air était lui aussi de 1/2. Cette conception est le fruit des réflexions antérieures sur le sujet depuis Pythagore, alliant le développement des lois des fréquences naturelles des cordes vibrantes et l'interprétation physique des consonances musicales. Galilée dévoile dans ses Discours mathématiques concernant deux sciences nouvelles (1638) les discussions et les explications les plus lucides données jusque-là sur la notion de fréquence,.

## Domaines de l'acoustique

### Acoustique physique
L'acoustique physique (encore appelée acoustique fondamentale ou bien acoustique théorique) détermine les principes de la génération et de la propagation des sons et en développe le formalisme mathématique. Son domaine n'est pas nécessairement limité par la perception humaine ; elle s'intéresse aussi bien aux ultrasons et infrasons, qui obéissent aux mêmes lois physiques.
L'acoustique théorique a de nombreux domaines d'application spécialisés.
- L'acoustique architecturale étudie la propagation des sons dans les salles et les bâtiments y compris l'isolation phonique.
- L'électroacoustique étudie spécialement les transducteurs électroacoustiques (microphones, haut-parleurs, hydrophones).
- La vibroacoustique (encore appelée acoustique des structures) étudie les ondes mécaniques dans les structures et comment celles-ci interagissent et rayonnent dans les fluides environnants.
- La thermoacoustique, se basant sur l'effet thermoacoustique, étudie la conversion de chaleur en énergie acoustique et vice-versa.
- L'imagerie médicale utilise pour les échographies, les échographies Doppler, les techniques chirurgicales par ultrasons focalisés de haute intensité, des applications acoustiques des ultrasons.

L'acoustique non linéaire étudie les cas où les écarts à la linéarité postulée dans les équations de l'acoustique générale sont trop importants pour qu'on puisse, comme dans le cas général, les négliger.
- Le contrôle non destructif utilise les résultats de l'acoustique non linéaire pour caractériser l'état d'intégrité et la « santé » de structures ou de matériaux, sans les dégrader, soit au cours de la production, soit en cours d'utilisation, soit dans le cadre de maintenance.

L'acoustique sous-marine étudie la propagation du son dans l'eau et l'interaction des ondes mécaniques constituant le son avec l'eau et les frontières avec d'autres milieux.
L'aéroacoustique étudie la génération d'un bruit par un écoulement turbulent (ex : turbulence d’un jet libre), ou interagissant avec une surface (profil d’aile, pales de rotor d’un hélicoptère, roues de compresseur ou de turbine, cavité…).

### Acoustique humaine
- L'audition détaille la physiologie de l'oreille (oreille externe, moyenne et interne) et explique les mécanismes de la perception des sons par l'ouïe, et mesure la sensibilité acoustique des individus.
- La psychoacoustique étudie comment les sons captés par le système auditif sont interprétés par le cerveau humain.
- La phonétique acoustique se consacre notamment à l’aspect physique des sons produits par l'appareil phonatoire humain, débouchant sur les systèmes de reconnaissance automatique de la parole et de synthèse vocale.

### Domaines transversaux

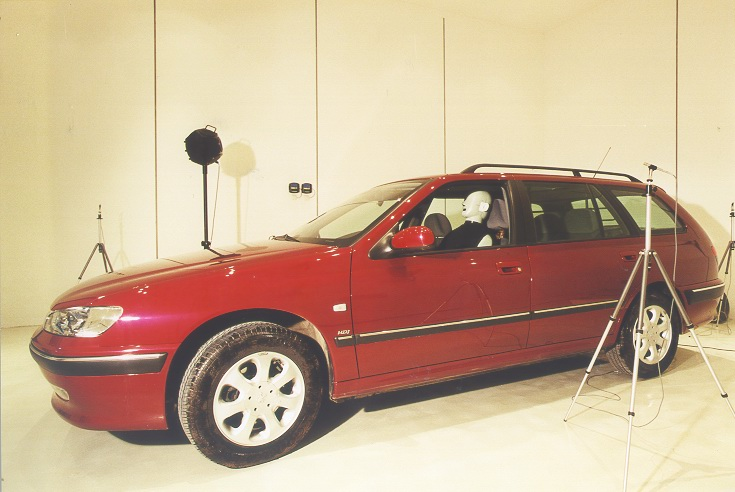
Étude acoustique automobile

- L’acoustique musicale s'intéresse à la production et à la perception des sons musicaux.
- L'instrumentation et la métrologie acoustiques.
- L’acoustique environnementale se préoccupe des nuisances sonores.
  - L'acoustique des transports (maritime, ferroviaire, aérien et automobile) s'intéresse aux questions relatives au domaine de l'acoustique intérieure des véhicules ainsi que la réduction des bruits extérieurs dus à leur circulation.
  - L'acoustique industrielle regroupe l'ensemble des techniques servant à modifier la production et la transmission des sons et des bruits propres à l'industrie[réf. nécessaire], ainsi que les techniques qui utilisent les vibrations sonores et ultrasonores à des fins d'applications mécaniques[b].
  - Le contrôle du bruit s'intéresse aux solutions actives ou passives permettant d'éviter la propagation du bruit.

## Acoustique théorique

### Domaine d'étude
L'acoustique théorique détermine les principes de la génération et de la propagation des sons et en développe le formalisme mathématique. Comme la physique théorique, elle constitue un champ d'études intermédiaire entre l'acoustique expérimentale et les mathématiques, au développement desquelles elle a également contribué.
La théorie ondulatoire des phénomènes acoustiques constitue la pierre angulaire de l'acoustique théorique. Elle démontre notamment que la propagation des sons satisfait l'équation des ondes, et s'intéresse aux hypothèses effectuées afin de délimiter son domaine de validité : on distingue par exemple l'acoustique linéaire d'un fluide parfait,, de l'acoustique linéaire d'un fluide dissipatif, de l'acoustique linéaire d'un solide ou encore de l'acoustique non linéaire, qui s'attache à étudier les effets non linéaires dans la propagation des sons.
L'acoustique théorique s'intéresse aussi à l'étude d'autres phénomènes en relation avec la propagation des ondes acoustiques, tels que la réflexion,, la transmission,, la diffusion et la diffraction,, de celles-ci. D'autres thématiques étudiées dans le cadre de l'acoustique théorique sont les sources acoustiques (type, directivité), l'étude des fonctions de Green associées à un problème acoustique déterminé, la formulation intégrale des champs acoustiques (intégrale de Kirchhoff-Helmholtz, extension du principe de Huygens pour les ondes acoustiques, intégrale de Rayleigh), les circuits acoustiques, et les guides d'ondes acoustiques,,.

### Lois fondamentales de l'acoustique

#### Milieu fluide
Les trois lois fondamentales de l'acoustique en milieu fluide sont l'équation d'Euler, l'équation de conservation de la masse et l'équation d'état (thermodynamique) du fluide. Ce système d'équations met en relation les paramètres caractérisant le fluide, tels que la pression, la masse volumique et la vitesse. Lorsque ce système d'équation est manipulé afin d'éliminer deux des trois paramètres mentionnés précédemment, on aboutit à l'équation des ondes, qui régit la propagation du son en milieu fluide.

##### Équation d'Euler
L'équation d'Euler,, s'obtient en appliquant le principe fondamental de la dynamique à un volume élémentaire de fluide. Son expression est la suivante (en l'absence de sources de force extérieure) :
Dans cette équation, {\displaystyle \rho }, {\displaystyle {\vec {v}}} et {\displaystyle P} désignent respectivement les champs de la masse volumique, de la vitesse et de la pression associées au fluide, à la position repérée par le vecteur position {\displaystyle {\vec {r}}}, à l'instant {\displaystyle t}. Il est à noter que ces grandeurs dénotent les grandeurs totales considérées : par exemple {\displaystyle P} est la somme de la pression qui existerait sans l'existence d'une onde acoustique {\displaystyle P_{E}} (qui est généralement prise égale à la pression statique {\displaystyle P_{0}}) et d'une fluctuation de pression due à l'onde acoustique {\displaystyle p} : {\displaystyle P=p+P_{E}}. L'équation d'Euler utilise une description eulérienne pour le fluide, utilisant des variables {\displaystyle {\vec {r}}} et {\displaystyle t} attachées au point géométrique du référentiel considéré ; elle n'utilise pas la description lagrangienne, utilisant des variables liées à une particule du fluide suivie dans son mouvement. La notation {\displaystyle \mathrm {D} /\mathrm {D} t} désigne la dérivée particulaire ou dérivée totale, attachée à une particule suivie dans son mouvement, par opposition à la dérivée en un point géométrique fixe du référentiel ou dérivée locale, notée {\displaystyle \partial /\partial t}.

##### Conservation de la masse
L'équation de conservation de la masse,, s'écrit (équation valide en l'absence de sources de débit) :
{\displaystyle {\frac {\partial \rho \left({\vec {r}},t\right)}{\partial t}}+\mathrm {div} \left(\rho \left({\vec {r}},t\right)\ {\vec {v}}\left({\vec {r}},t\right)\right)=0} ou encore 
{\displaystyle {\frac {\mathrm {D} \rho \left({\vec {r}},t\right)}{\mathrm {D} t}}+\rho \left({\vec {r}},t\right)\mathrm {div} \left({\vec {v}}\left({\vec {r}},t\right)\right)=0}

##### Loi de compressibilité du fluide
Quatre variables thermodynamiques permettent de caractériser le fluide : la pression {\displaystyle P}, la température {\displaystyle T}, le volume {\displaystyle V} (ou bien la masse volumique {\displaystyle \rho }) et l'entropie {\displaystyle S}. Les différentielles associées à ces grandeurs sont respectivement notées {\displaystyle \mathrm {d} P}, {\displaystyle \mathrm {d} T}, {\displaystyle \mathrm {d} V} (ou bien {\displaystyle \mathrm {d} \rho }), et {\displaystyle \mathrm {d} S}.
Il est possible de démontrer l'identité thermodynamique suivante :
où {\displaystyle c_{V}} désigne la capacité calorifique massique à volume constant, {\displaystyle \beta } le coefficient d'augmentation de pression isochore ({\displaystyle \beta =\left(\partial p/\partial T\right)_{V}/P})et {\displaystyle \chi _{S}} le coefficient de compressibilité adiabatique ({\displaystyle \chi _{s}=-\left(\partial V/\partial p\right)_{S}/V}).
Les transformations acoustiques peuvent généralement être considérées comme adiabatiques, ({\displaystyle \mathrm {d} S=0} dans l'équation précédente) dans le cas où le fluide est supposé ne pas être le siège d'effets dissipatifs (viscosité, transferts thermiques et phénomènes de relaxation moléculaire négligeables). Cela conduit à la loi suivante caractérisant la compressibilité du fluide (valide uniquement en l'absence de sources de chaleur) :
La grandeur {\displaystyle c} est homogène à une vitesse.

##### Équation de propagation
Il est possible de manipuler le système d'équations précédent (équation d'Euler, équation de conservation de la masse, et loi de compressibilité du fluide) afin d'obtenir une équation ne faisant intervenir que la pression {\displaystyle P}. Les autres paramètres (vitesse et masse volumique) peuvent être obtenus en reportant la pression dans l'une quelconque des équations précédentes. L'équation suivante est obtenue pour la pression :
Cette équation est appelée équation d'onde, équation de d'Alembert, ou encore parfois équation de propagation. Elle est valide en dehors des sources, dans l'hypothèse où le fluide est homogène (ses caractéristiques thermodynamiques sont indépendantes du point considéré) et invariant (ses caractéristiques thermodynamiques sont indépendantes du temps).

#### Milieu solide
La loi fondamentale caractérisant le déplacement au sein d'un solide est donnée par l'équation de Navier :
où {\displaystyle \lambda } et {\displaystyle \mu } sont les coefficients de Lamé et {\displaystyle {\vec {u}}} le champ des déformations.
Via le théorème de Helmholtz-Hodge, il est alors possible de décomposer cette équation en deux équations d'ondes :
correspondant à la propagation des ondes longitudinales et
correspondant à la propagation des ondes transversales.
Dans les deux équations ci-dessus, {\displaystyle \psi } représente le potentiel scalaire de la déformation due à l'onde longitudinale et {\displaystyle {\vec {A}}} le vecteur potentiel de la déformation due à l'onde transversale. Donc contrairement au cas du fluide, il existe deux types d'ondes acoustiques pour un matériau solide. Ces deux ondes se propagent à des vitesses distinctes, ce phénomène s'expliquant par la différence entre les interactions des atomes du solide pour une onde de cisaillement et pour une onde de compression-traction. Ces ondes sont plus connues sous le nom d'onde élastiques.

## Anatomie - physiologie
L'oreille est un organe très particulier, et l'ouïe est considérée comme le plus fin des sens. L'acoustique explore donc la physiologie, qui va du pavillon de l'oreille jusqu'aux corrélations synaptiques dans le cerveau, et la psychoacoustique les interprétations de ces perceptions au niveau cortical et cérébral. On peut définir l'acoustique par la propagation dans l'air d'un son constitué par un mouvement d'air rapide qui vient à l'oreille humaine.

## Propagation - Acoustique des salles
La théorie de la propagation des ondes sonores est un domaine exploré depuis l'Antiquité, en ce qui concerne l'acoustique des salles. Pour améliorer l'audibilité des sons par les spectateurs, les Grecs se servaient de la connaissance qu'ils avaient acquise sur les phénomènes de résorption et de réflexion des sons, et construisaient des amphithéâtres en leur donnant une forme particulière. Le théâtre d'Épidaure en Grèce est le témoin de l'avancement des connaissances en acoustique dans l'Antiquité.
Les connaissances en acoustique des salles au temps de la Grèce antique étaient avant tout empiriques. Ce domaine de connaissance restera très longtemps presque entièrement fondée sur l'expérience, se développant par des essais aboutissant parfois à des échecs, dont les réussites servaient de modèle pour les salles suivantes. Le physicien américain Wallace Clement Sabine est généralement considéré comme le père de l'acoustique des salles en tant que domaine scientifique. Il a publié en 1900 l'article Reverberation qui pose les bases de cette science.

## Nuisances et pollution sonores
Les phénomènes de couplage vibro-acoustique sont très présents dans les industries aéronautiques, automobiles, ferroviaires et dans les industries mécaniques en général. Les problèmes liés à l'amélioration du confort intérieur et à la réduction des nuisances externes s'y posent de façon cruciale. Des problèmes similaires se posent aussi dans l'industrie du bâtiment où les cloisons et les façades d'immeuble doivent être convenablement dimensionnées de façon à réduire la transmission du bruit. L'ingénieur acousticien doit être capable d'appréhender et de modéliser les phénomènes physiques mis en jeu et connaître les isolants phoniques. Il doit acquérir les connaissances nécessaires pour mettre en œuvre à la fois des méthodes analytiques et des outils numériques pour rechercher des solutions d'amélioration des produits en matière de réduction des nuisances sonores.
Selon le dictionnaire français du vocabulaire normalisé de l'environnement, on peut parler de « pollution » sonore quand les conséquences du son propagé dans l'environnement génèrent une « altération » du fonctionnement de l'écosystème, généralement à la suite de la disparition ou du recul de certaines espèces, qui ne remplissent donc plus leurs fonctions écosystémiques.

## Facture instrumentale
Jusqu'au dix-neuvième siècle, la fabrication des instruments de musique est l'affaire d'artisans qui font appel à un savoir-faire qui doit peu aux modèles scientifiques, bien que les théoriciens de la musique rattachent les principes de leur art à ceux de la physique.
Les sons instrumentaux, stables et répétables, se prêtant le mieux aux expériences scientifiques, les instruments qui les produisent, soit à partir de la vibration de cordes, soit à partir de celle d'une colonne d'air, vont servir à l'établissement des modèles physiques sur lesquels se construit l'acoustique.
De l'étude des modes de vibration des cordes et colonnes d'air qui donnent la hauteur de la note, l'acoustique musicale est passée à celle des couplages qui transmettent l'énergie emmagasinée dans la partie vibrante à l'air, afin de créer le son. Le volume sonore de l'instrument dépend de ce couplage. Pour des instruments à cordes frappées ou pincées, ce couplage détermine la durée pendant laquelle une note peut tenir. L'énergie est emmagasinée dans la corde au moment de l'attaque, et plus on transfère de puissance à l'air, plus la vibration faiblit vite. On étudie donc l'impédance acoustique des éléments et les transferts d'énergie entre eux. Pour les instruments à cordes : violon, guitare, piano…, ce sont principalement les caisses de résonance ; pour les instruments à vent de la famille des cuivres : trompette... ce sont les extrémités libres des tuyaux ; pour certains instruments à vent de la famille des bois : flûte, hautbois... Ces instruments utilisent des trous ouverts répartis sur le corps (sauf pour la note la plus grave quand tous les trous sont bouchés) : sachant qu’un trou ouvert correspond nécessairement à un point à l’intérieur du tube pour lequel la pression est égale à la pression atmosphérique, la surpression y est nulle, c’est un nœud de pression. Ces couplages ont aussi un rôle important dans la compréhension des caractéristiques du timbre des instruments.
Enfin, la qualité musicale des instruments attire l'attention de chercheurs, qui à partir de modèles de préférences de musiciens, examinent les possibilités d'utiliser de nouveaux matériaux et de nouvelles technologies pour la fabrication d'instruments et la synthèse de leur son.

## Institutions
La Société française d'acoustique (SFA), association de type loi de 1901 fondée en 1948 par Yves Rocard, regroupe des acousticiens francophones, praticiens et universitaires. Son but est de favoriser la circulation des informations scientifiques et techniques entre les différents acteurs de l'acoustique ainsi que les contacts entre les laboratoires de recherche et les industriels[réf. souhaitée]. Elle est structurée en deux sections régionales et neuf groupes spécialisés. Elle organise tous les deux ans un Congrès Français d'Acoustique.

## Étymologie
L'acoustique, définie en 1770 par l'Académie française comme « la partie de la physique qui étudie les sons », est un néologisme que le physicien Joseph Sauveur a construit à la fin du XVIIe siècle à partir du grec ancien ἀκουστικός / akoustikós, « de l'ouïe », lui-même dérivant de ἀκούω / akoúô, « entendre ».